# Kisoroszi, Pesta
Kisoroszi  este un sat în districtul Szentendre, județul Pesta, Ungaria, având o populație de 959 de locuitori (2011).

## Așezare
Localitatea se află în nordul județului, pe insula Szentendre de pe Dunăre.

## Demografie
Componența etnică a satului Kisoroszi
     Maghiari (95,93%)
     Germani (1,36%)
     Necunoscut (0,99%)
     Alții (1,73%)
Componența confesională a satului Kisoroszi
     Romano-catolici (34,93%)
     Reformați (19,29%)
     Fără religie (8,97%)
     Atei (2,71%)
     Necunoscută (33,06%)
     Alte religii (1,98%)
Conform recensământului din 2011, satul Kisoroszi avea 959 de locuitori. Din punct de vedere etnic, majoritatea locuitorilor (95,93%) erau maghiari, cu o minoritate de germani (1,36%). Apartenența etnică nu este cunoscută în cazul a 0,99% din locuitori. Nu există o religie majoritară, locuitorii fiind romano-catolici (34,93%), reformați (19,29%), persoane fără religie (8,97%) și atei (2,71%). Pentru 33,06% din locuitori nu este cunoscută apartenența confesională.